# Regius Professor of Surgery (Dublin)
Der Regius Professor of Surgery ist eine 1852 gegründete und 1868 von Königin Victoria zur Regius Professur ernannte Professur für Chirurgie an der University of Dublin in Irland.
Neben dieser Professur gibt es noch eine ältere Regius Professur für Medizin am Trinity College, den Regius Professor of Physic.

## Geschichte der Professur
Am 24. Januar 1852 entschied das Board des Trinity Colleges in Dublin die Einrichtung eines als University Professor bezeichneten Lehrstuhls für Chirurgie. Erster Professor wurde James William Cusack, dessen Aufgaben mehr mit der praktischen Arbeit zu tun hatte, denn er scheint nie eine Vorlesung gehalten zu haben. Nach Cusacks Tod am 25. September 1861 übernahm Robert Adam das Amt des University Professors.
Am 8. September 1868 unterzeichnete Königin Victoria die Ernennung des Lehrstuhls zur Regius Professur, die sich zu den älteren Professuren des gleichen Fachs in Aberdeen, Edinburgh und Glasgow einreihte. Der erste Regius Professor war der amtierende University Professor Robert Adams, der das Amt bis zu seinem Tod innehatte.
Sein Nachfolger war William Colles, ein Sohn des bekannteren Abraham Colles, dem George Hornidge Porter und schließlich Charles Bent Ball folgten. Balls Nachfolger war Edward Henry Taylor, der letzte durch die Krone ernannte Regius Professor dieses Lehrstuhls. E. H. Taylor verstarb 1922, ein Jahr nach der Unabhängigkeit Irlands von Großbritannien. Die nachfolgenden Regius Professoren wurden durch den Provost, einem amtierenden Regius Professor und drei Fellows der Universität gewählt.
2001 wurde mitgeteilt, dass der Regius Professor of Physic und der Regius Professor of Surgery in absehbarer Zukunft nicht mehr besetzt würden. Die Entscheidung war durch University Board und University Council bestätigt und mit fehlender Finanzierung begründet.

## Inhaber

### University Professor
| Name                     | Namenszusatz                 | von  | bis  | Anmerkungen |
| ------------------------ | ---------------------------- | ---- | ---- | --- |
| James William Cusack:177 | B.A., M.B., M.D., F.R.C.S.I. | 1852 | 1861 | Cusacks Lebenslauf bei der Royal Dublin Society nennt seine Ernennung zum University Professor 1852 als Ernennung zum Regius Professor. In einer Antwort der medizinischen Fakultät auf eine parlamentarische Anfrage unterzeichnet Cusack als University Professor während gleichzeitig sein Kollege William Stokes als Regius Professor unterzeichnet. Damit kann die Regius Professur erst ab 1868 als gesichert gelten. Gleichzeitig ist es Cusacks Lehrstuhl, der später als Regius Professur weitergeführt wird. |
| Robert Adams:177         |                              | 1861 | 1868 | |

### Regius Professor
| Name                           | Namenszusatz                                   | von          | bis           | Anmerkungen |
| ------------------------------ | ---------------------------------------------- | ------------ | ------------- | --- |
| Robert Adams                   |                                                | 8. Sep. 1868 | 16. Jan. 1875 | Der erste Regius Professor hatte zuvor Cusacks Nachfolge als University Professor angetreten. Er hielt sein Amt bis zu seinem Tod. Adams ist bekannt für seine Beiträge zu Herzerkrankungen und zur Gicht. Nach ihm und William Stokes ist das Adams-Stokes-Syndrom benannt. Zusätzlich zur Regius Professur wurde er als Surgeon to the Queen in Ireland geehrt. |
| William Colles:177             | Esq., M.D.                                     | 1875         | 1891          | William ist ein Sohn des bekannteren Chirurgen Abraham Colles. |
| George Hornidge Porter:177     |                                                | 1891         | 1895          | |
| Charles Bent Ball:177          | M.D., M.Ch., F.R.C.S.I., Hon. F.R.C.S. England | 1895         | 1916          | Ball war zudem noch der Ehren-Chirurg des Königs in Irland. |
| Edward Henry Taylor            | M.D., M.Ch., F.R.C.S.I.                        | 1916         | 1922          | Nach seinem Studium am Trinity College setzte Taylor seine Ausbildung unterstützt durch ein Stipendium auch unter Professor Eiselberg an der Universität Wien fort. Von 1906 bis 1916 lehrte Taylor schon am Trinity College, bevor er 1916 die Regius Professur übernahm.                                                                                        |
| William Taylor                 |                                                | 1922         |               | |
| Charles Arthur Kinahan Ball    | M.D., M.Ch.                                    | 1933         | 1946          | Nach Ball ist der von seiner Witwe 1964 gestiftete Preis für die beiden besten Absolventen des letzten Studienjahres benannt. |
| Adams Andrew McConnell         |                                                | 1946         |               | |
| John Seton Michael Pringle     |                                                | 1961         |               | |
| Nigel Alexander Kinnear        |                                                | 1967         |               | |
| Stanley Thomas McCollum        | F.R.C.S.I., F.R.C.S.                           | 1973         |               | |
| Thomas Patrick Joseph Hennessy |                                                | 1984         |               | |
| vakant                         |                                                |              |               | Mangels Finanzierung wird der Lehrstuhl bis auf weiteres nicht mehr besetzt. |